# Roboraptor
Roboraptor é um robot Velociráptor inventado por Mark Tilden e distribuído pela Wow Wee Toys Internacional. É o sucessor do robot RoboSapien e utiliza movimentos tecnológicos baseados em movimentos realísticos biomecânicos que dão fluidez e naturalidade à movimentação do robot. Vem acompanhado de um controlo remoto multi-funcional ao estilo do da PlayStation que usa a tecnologia dos infravermelhos para comunicar com o Roboraptor. Ao contrário do original RoboSapien, o Roboraptor é capaz de realizar movimentos autónomos.
Em Portugal está à venda no El Corte Inglés.

## Sensores
O Roboraptor vem incorporado com diversos sensores que o permitem monitorizar e interagir com o meio envolvente. Tem sensores infravermelhos e de som estéreo na sua cabeça e sensores de toque no seu queixo, cauda e boca.

## Comportamentos

### Autónomos
O Roboraptor tem quatro diferentes modos de comportamento ou estados de espírito: caça, cuidadoso, divertido e autónomo. No modo de caça, vai reagir a sons agudos e vai progressivamente focando a sua atenção em sons mais intensos e repetitivos vindos da mesma direcção. No modo cuidadoso, vai ter reacções contrárias, ou seja, vai-se afastar dos sons que ouvir. No modo divertido, vai reagir aos sons de uma forma mais divertida, mas nem se vai aproximar deles nem se vai afastar. Nomodo autónomo, vai explorer o que o rodeia, evitando os obstáculos e parando ocasionalmente para ouvir sons altos e investigar.

### Flexíveis
Quando se toca num dos sensores de toque do Roboraptor, a sua reacção vai depender do seu estado de espírito. Tocar na sua cara quando ele se encontra no modo de caça vai fazê-lo ficar zangado e vai tentar atacar a pessoa que lhe tocou, mas se estiver no modo divertido, vai acariciar a mão da pessoa, e só depois atacar.

## Laser
O Roboraptor pode seguir um alvo do tipo de um laser traçado no chão, o que pode ser usado para guiar o robot por uma divisão da casa.